# Aurel Persu
Aurel Persu (n. 26 decembrie 1890, București – d. 5 mai 1977, București) a fost un inginer mecanic român, constructorul primului automobil cu profil aerodinamic avansat din lume cu roțile integrate în caroserie.

## Biografie
Aurel Persu a urmat Școala Superioară Tehnică din Berlin-Charlottenburg, absolvind Secția Mecanică în 1913, ca șef de promoție. În 1914, el a fost medaliat de Ministerul Instrucțiunii Publice din Germania pentru un studiu în domeniul comportării navelor în spațiul cosmic.
A fost conferențiar la Școala Politehnică și, din 1938, director general la Fabrica de avioane I.A.R. Brașov. A fost scos dintre cadrele universitare în 1948.
A activat ca violoncelist profesionist în Orchestra Cinematografiei între 1953 - 1962 și a fost membru al Orchestrei Inginerilor și șef de partidă violoncel între 1957 și 1969. 
A murit în mai 1977 în urma unui infarct cardiac provocat de dărâmarea casei sale de pe Calea Victoriei.

## Automobilul cu formă aerodinamică

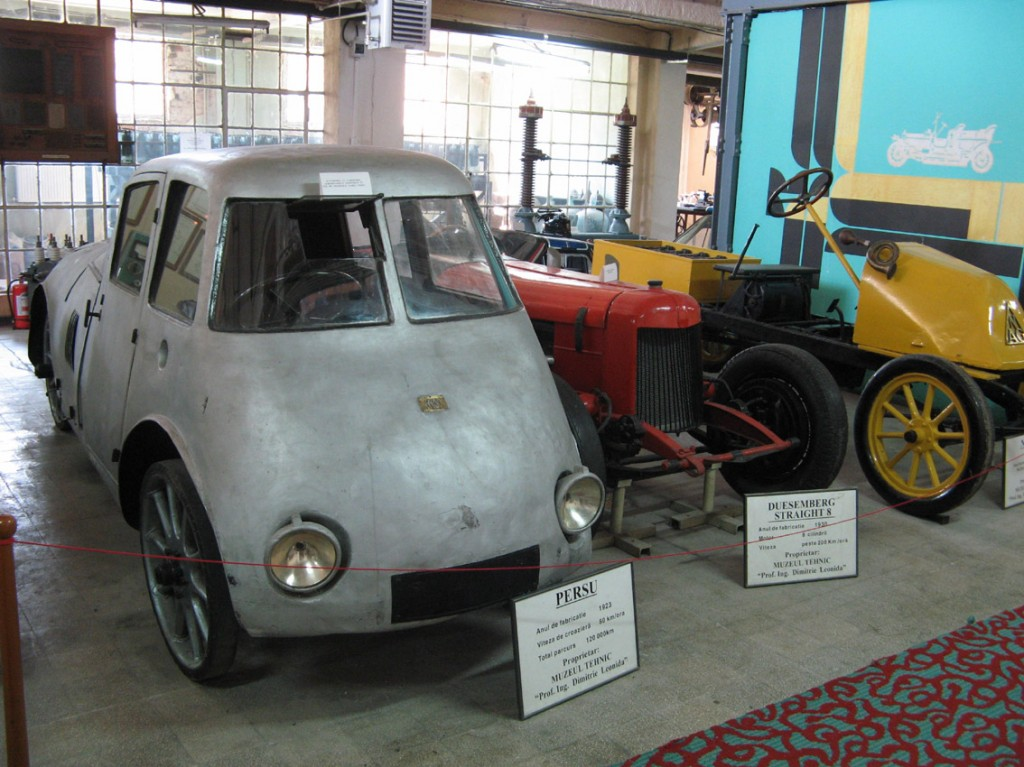
Automobilul lui Persu (1924), expus la București

Invenția care l-a făcut celebru a fost un „Automobil de formă aerodinamică cu patru roți montate înăuntrul formei aerodinamice”. Brevetul a fost obținut în Germania la 19 septembrie 1924, cererea de brevetare fiind adresată la 13 noiembrie 1922.
După multe calcule și experimente de laborator, el a ajuns la concluzia că forma ideală a unui automobil, a unui vehicul în mișcare, este forma picăturii de apă în cădere, forma aerodinamică ideală. El a ajuns la coeficienți aerodinamici de 0,22 care și azi sunt greu de atins. A construit automobilul în perioada 1922-1924, cu bani proprii, în Germania.
Caroseria a fost construită la diverse ateliere din Berlin. Automobilul este dotat cu frâne pe saboți, care acționează doar pe roțile din spate. Datorită distanței reduse dintre roțile din spate, inventatorul a renunțat la diferențial în transmisie. Motorul tip A-G f Automobilbau Berlin, este cu ardere internă și cu aprindere prin scânteie; are 4 cilindri în linie, o putere 6/20 P.S., alezajul 64 mm, cursa 110 mm și cilindreea 1400 cm.c. Cutia de viteze este de aceeași fabricație ca și motorul, iar demarorul este produs de firma Eisemann, tipul MKI-12, nr.14328. Magnetoul are aceeași fabricație, iar carburatorul este produs de firma Arthur Haendler Co. Berlin.
Aurel Persu a adus automobilul în România, parcurgând cu el peste 120.000 km, cu o viteză maximă de circa 80 km pe oră. Cu toate că lipsea diferențialul putea lua viraje foarte strânse cu 60 km pe oră în deplină siguranță. Persu a donat automobilul, în stare de funcționare, Muzeului Național Tehnic „Dimitrie Leonida” în anul 1969. Prototipul original nu mai funcționează, iar caroseria este deteriorată, însă poate fi văzut și astăzi la Muzeul Național Tehnic Dimitrie Leonida din București. Deși automobilul nu a fost realizat în serie, uzinele Ford și General Motors au solicitat cumpărarea brevetului, fără a garanta însă și construirea acestuia. Acest fapt l-a determinat pe inventator să refuze propunerea.

## PremiulAutomobilul aerodinamic Aurel Persu
Revista „Auto Mondial” împreună cu Național TV, emisiunea „autoMobile” și Muzeul Național Tehnic „Prof. ing. Dimitrie Leonida” au inițiat din 2006 „Premiul Automobilul aerodinamic Aurel Persu” care se acordă anual constructorilor de automobile pentru modele noi cu un coeficient de aerodinamicitate sub 0,3 și un design atrăgător. Au primit acest premiu automobilele Mercedes S-Klasse (2006),   Toyota Corolla (2007),  Opel Insignia (2009).

## Autoturisme derivate
Anterior automobilului realizat de Persu au mai existat și alte proiecte de automobile cu profil aerodinamic. Pot fi menționate: modelul A.L.F.A 40-60 HP Aerodinamica "Siluro Ricotti" din 1914 sau automobilul inginerului de aviație austriac Edmund Rumpler, numit "Rumpler Tropfenwagen" ("mașina - picătură" în limba germană) prezentat la Berlin în 1921. Toate acestea aveau însă roțile în afara caroseriei și nu atingeau gradul de aerodinamicitate al creației lui Persu.
- Dymaxion - 1933 (Buckminster Fuller)
- Aptera

## Opere (selectiv)
- Aurel Persu - Priviri noui ce rectifică și simplifică studiul mecanicei, 1943, București
- Aurel Persu - Le principe de la dualite des forces. Considerations mecaniques pour apprendre a connaitre, definir et apprecier la notion de „masse”, 1971, Belgia, Muzeul Național Tehnic „Prof. ing. Dimitrie Leonida”
- Aurel Persu - L'automobile aerodynamique, 1973, Belgia, Muzeul Național Tehnic „Prof. ing. Dimitrie Leonida”
- Aurel Persu - Mecanique applique. Mon testament scientifique, 1975, Belgia, Muzeul Național Tehnic „Prof. ing. Dimitrie Leonida”